# Johann Christian Joseph (Pfalz-Sulzbach)

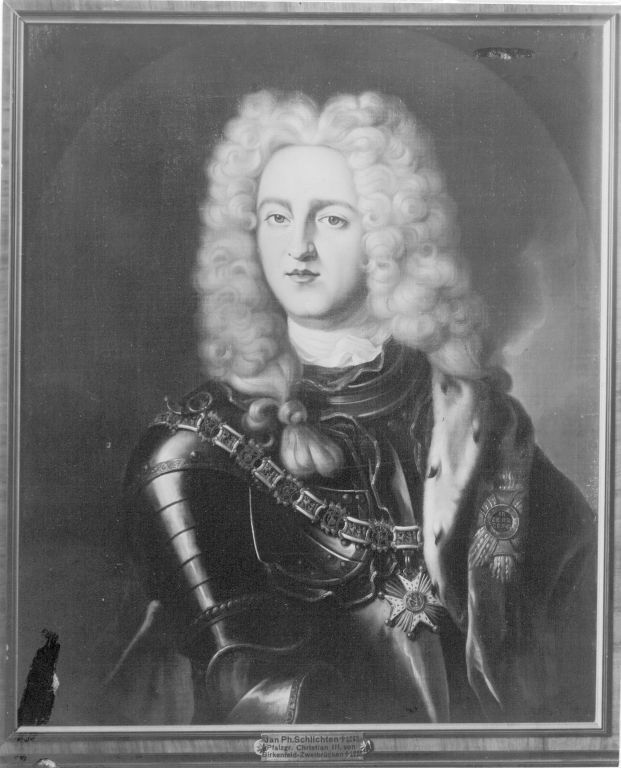
Johann Christian von Sulzbach mit der Collane des Hubertusordens, 1724

Johann Christian Joseph (* 23. Januar 1700 in Sulzbach; † 20. Juli 1733 in Sulzbach) war Pfalzgraf-Herzog von Pfalz-Sulzbach sowie als Vormund seines Sohns von 1728 bis 1733 Herr von Bergen op Zoom.

## Leben
Der zweite Sohn von Pfalzgraf Theodor Eustach von Pfalz-Sulzbach (1659–1732) und Prinzessin Marie Eleonore von Hessen-Rotenburg (1675–1720) und Bruder von Joseph Karl von Pfalz-Sulzbach und der Äbtissin Franziska Christine von Pfalz-Sulzbach entstammte einer Nebenlinie des Hauses Pfalz-Zweibrücken, das seit 1685 die direkte Anwartschaft auf die pfälzische Kurwürde innehatte.
Nach der Thronbesteigung des Pfälzer Kurfürsten Karl Philipp aus jener Neuburger Linie zeichnete sich das Ende dieses Familienzweiges ab. Weder Karl Philipp noch einer seiner vielen Brüder hatten einen legitimen männlichen Erben hervorgebracht, der das kurfürstliche Erbe hätte antreten können. Damit war um 1716 bereits klar, dass die Herzöge von Sulzbach die Pfälzer Kurwürde erben würden. Johann Christian stand in der Nachfolge nach seinem älteren Bruder Joseph Karl von Pfalz-Sulzbach. Damit war die Thronfolge außer Reichweite, bis sein Bruder 1729 ohne männlichen Erben starb und er zum Erbprinz der Kurpfalz wurde. Er starb jedoch noch vor dem Pfälzer Kurfürsten, und sein Sohn trat in die Erbfolge ein. 1732 war er noch seinem Vater in Pfalz-Sulzbach nachgefolgt, starb aber bereits im Folgejahr.

## Ehen und Nachkommen
Johann Christian heiratete 1722 Marie Anne Henriëtte Leopoldine de La Tour d’Auvergne, Großnichte des französischen Marschalls Turenne. Sie hatten zwei Kinder: 
- Karl Theodor (1724–1799), seit 1742 Kurfürst von der Pfalz
- Maria Anna Luise Henriette (*/† 1728)

Nach dem Tod seiner ersten Frau 1728 heiratete er in zweiter Ehe seine Cousine Prinzessin Eleonore von Hessen-Rheinfels-Rotenburg (1712–1759). Die Ehe blieb kinderlos.